# NGC 5792
NGC 5792 (другие обозначения — UGC 9631, MCG 0-38-12, ZWG 20.38, IRAS14557-0053, PGC 53499) — спиральная галактика с перемычкой (SBb) в созвездии Весы.
Этот объект входит в число перечисленных в оригинальной редакции «Нового общего каталога».